# Parafia św. Stanisława, św. Doroty i św. Wacława we Wrocławiu
Parafia Świętego Stanisława, Świętej Doroty i Świętego Wacława we Wrocławiu znajduje się w dekanacie Wrocław-Śródmieście w archidiecezji wrocławskiej. Jej proboszczem jest ks. Andrzej Brodawka. Obsługiwana przez księży archidiecezjalnych. Erygowana w XIII wieku. Mieści się przy Placu Wolności.

## Zasięg parafii
Do parafii należą wierni z Wrocławia mieszkający przy ulicach: Bałuckiego, Bogusławskiego, św. Doroty, Franciszkańskiej, Kazimierza Wielkiego (nr 64-66), Kościuszki (nr 1-19, 2-18), pl. Kościuszki (nr 1-13), Krupniczej, Leszczyńskiego, Łąkowej, Menniczej, Modrzejewskiej, pl. Franciszkański, pl. Muzealny, Nowej, Ofiar Oświęcimskich (nr 1-23, 41/43, nr 2-20, 42-46), Pawłowa, pl. Legionów (nr 1-18, 15-17), Ks. P. Skargi, Podwale (nr 26-36), Psie Budy, Piłsudskiego (nr 1-57, 2-56), Sądowej, Szajnochy, Świdnickiej (nr 1-53, 2-32), Świebodzkiej, Teatralnej (nr 2-24), pl. Teatralnej, Tęczowej (nr 2-24), Widok, Wierzbowej, pl. Wolności, Wzgórze Partyzantów, Zapolskiej i Zielińskiego (nr 2, 4).

## Proboszczowie
- ks. Andrzej Brodawka (1999– )[1]